# Louis-Gabriel Du Buat-Nançay
Pour les articles homonymes, voir Buat et Nançay.
Louis-Gabriel Du Buat-Nançay, né à Tortisambert le 2 mars 1732 et mort à Nançay le 18 septembre 1787, est un dramaturge, historien et écrivain politique français.

## Biographie
D’une noble famille de Normandie (famille du Buat), Du Buat-Nançay fut élève du chevalier Jean-Charles de Folard. Il fut ministre de France à Dresde et à Ratisbonne, après quoi il quitta les affaires, se fixa en Allemagne, s’y maria et vint achever ses dernières années dans sa retraite du Berry.
Suivant Henri Le Court (Généalogie des branches normandes et percheronnes de la Maison du Buat - Lisieux 1885 - page 48) il est né au manoir de Buttenval (commune de Tortizembert), et il fut élevé dans les pratiques jansénistes.
Ses principaux écrits sont : Les Origines, ou l’Ancien gouvernement de la France, de l’Allemagne, de l’Italie, etc., La Haye, 1757, 4 vol. in- 12; 1789, 3 vol. in-8° ; Histoire ancienne des peuples de l’Europe, Paris, Suard et Arnaud, 1772, 12 vol. in-12 ; les Éléments de la politique en 1773, 6 vol. in-8° ; les Maximes du gouvernement monarchique, 4 vol. in-8°, 1778 (contre le livre de Mey, Maultrot, Aubry). En 1785, la Lettre d’un anti-philosophe de province aux philosophes de la capitale.
On lui doit aussi une tragédie intitulée Charlemagne. Il a traduit le Tableau du gouvernement actuel de l'Allemagne, ou Abrégé du droit public de l'Empire traduit de l'allemand, avec des notes historiques et critiques, par M***, Paris, veuve Bordelet, 1755, in-12°, de Johann Jacob Schmauss.
"Il accompagna le chevalier Hubert de Folard dans ses mission diplomatiques au cours desquelles il fut nommé chargé d’affaires à Munich de 1756 à 1758 pendant que son mentor y était ministre; il fut envoyé ensuite comme ministre près de la Diète de Ratisbonne de 1763 à 1772, puis auprès de l’électeur de Saxe de 1772 à 1775. Il avait épouse en premières noces, le 11 avril 1765, Marie-Thérèse de Crasse, veuve d’Adam, baron de Falkemberg, directeur général des finances et commissaire général des troupes de l’électeur de Cologne; devenu veuf en 1777, il se remaria le 25 février 1778 avec Marie-Sophie Le Cordier de Bigars de la Heuzé".

## Pour approfondir